# 레인보 7
레인보 7(レインボー7, Rainbow 7)은 2006년 2월 15일에 발매된 모닝구무스메의 일곱 번째 정규 앨범이다.

## 개요
- 초회한정반에는 모닝구무스메 사진집이 봉입되어 있다. (4C/32P)

- "THE 맨파워!!!" (이이다 카오리, 야구치 마리, 이시카와 리카 재적시), "오사카 사랑의 노래" (야구치 마리, 이시카와 리카 재적시)는 쿠스미 코하루 가입 전의 싱글이다.

## 수록곡
1. HOW DO YOU LIKE JAPAN? ~日本はどんな感じでっか?~
작사, 작곡 : 층쿠 / 편곡 : AKIRA
2. THE マンパワー!!!
작사, 작곡 : 층쿠 / 편곡 : 마쓰바라 겐
3. 青空がいつまでも続くような未来であれ!
작사, 작곡 : 층쿠 / 편곡 : 스즈키Daichi히데유키
4. 大阪 恋の歌
작사, 작곡 : 층쿠 / 편곡 : 스즈키Daichi히데유키
5. INDIGO BLUE LOVE (노래 : 니이가키, 카메이, 다나카)
작사, 작곡 : 층쿠 / 편곡 : AKIRA
6. レインボーピンク (노래 : 시게핑크, 코하핑크)
작사, 작곡 : 층쿠 / 편곡 : 다카하시 유이치
7. 色っぽい じれったい
작사, 작곡 : 층쿠 / 편곡 : 스즈키Daichi히데유키
8. 無色透明なままで (노래 : 요시자와, 다카하시, 콘노, 오가와, 후지모토)
작사, 작곡 : 층쿠 / 편곡 : 오쿠보 카오루
9. パープルウインド
작사, 작곡 : 층쿠 / 편곡 : 히라타 쇼이치로
10. さよなら SEE YOU AGAIN アディオス BYE BYE チャッチャ!
작사, 작곡 : 층쿠 / 편곡 : 스즈키 슌이치
11. 直感2 ~逃した魚は大きいぞ!~ (맛타쿠 소노도리믹스)
작사, 작곡 : 층쿠 / 리믹스 : 에가미 고타로
12. 女子かしまし物語3
작사, 작곡 : 층쿠 / 편곡 : 스즈키Daichi히데유키

## 참가 뮤지션
※괄호는 트랙 번호
- 에가와 호진 - 베이스 (1)
- 펑키 스에요시 - 드럼 (1)
- 우치다 유 - 코러스 (3, 6, 8, 10)
- 다케우치 히로아키 - 코러스 (3, 7, 9)
- 이나바 아쓰코 - 코러스 (4)
- 쓰부야키 시로 - 속삭임 (12)

## 차트
- 주간최고순위 7위 (오리콘 차트)